# Корхув-Первши
Ко́рхув-Пе́рвши (пол. Korchów Pierwszy) — деревня в Билгорайском повете Люблинского воеводства Польши. Входит в состав гмины Ксенжполь. По данным переписи 2011 года, в деревне проживало 704 человека.

## География
Деревня расположена на юго-востоке Польши, в пределах Сандомирской низменности, на правом берегу ручья Злота-Нитка (приток Танева), на расстоянии приблизительно 19 километров к югу от города Билгорай, административного центра повета. Абсолютная высота — 221 метр над уровнем моря. К западу от населённого пункта проходит региональная автодорога 835.

## История
Согласно «Военно-статистическому обозрению Российской Империи», в 1847 году в Корхуве проживало 1108 человек. В административном отношении село входило в состав Замостского уезда Люблинской губернии Царства Польского. В период с 1975 по 1998 годы деревня входила в состав Замойского воеводства.

## Население
Демографическая структура по состоянию на 31 марта 2011 года:
|         | Всего | До трудоспособного возраста | Трудоспособного возраста | Старше трудоспособного возраста |
| ------- | ----- | --------------------------- | ------------------------ | ------------------------------- |
| Мужчины | 350   | 80                          | 229                      | 41                              |
| Женщины | 354   | 75                          | 192                      | 87                              |
| Всего   | 704   | 155                         | 421                      | 128                             |